# Tempaku-ku
Tempaku-ku (天白区?) è uno dei sedici quartieri amministrativi della città di Nagoya, in Giappone.